# Odontoperas heterogyna
Odontoperas heterogyna är en fjärilsart som beskrevs av George Francis Hampson 1910. Odontoperas heterogyna ingår i släktet Odontoperas och familjen tandspinnare. Inga underarter finns listade i Catalogue of Life.